# Corry Bijster
Cornelia Antonia Bijster (Schoten, 15 januari 1906 – Laren, 28 december 1995) was een Nederlands zangeres. Haar stembereik was sopraan. 
Ze werd geboren binnen het gezin van Jacob Bijster en Jaantje van Dijk.
Ze kreeg haar zangopleiding van Dora de Louw (mevrouw Bernard Zweers). Op twintigjarige leeftijd zong ze al een solopartij in een concert gegeven door gemengd koor Polyhymna uit Haarlem. In 1928 was ze in het kader van een “Debutantenuurtje” te beluisteren op de radio. Ze trad daarna op in Nederland, België, Frankrijk, Zwitserland en Duitsland, en was veelvuldig via de radio te beluisteren. Ze zong in opera's, oratoria en gaf liedrecitals. In 1932 maakte ze voor enige tijd deel uit van de Hollandsche Opera in Haarlem, later zong ze bij het Nederlands Kamerkoor en de Nederlandse Opera.
Van 1937 tot en met 1963 zong ze tijdens 79 concerten met het Concertgebouworkest. Daarin kwamen uiteenlopende werken aan bod als Ein deutsches Requiem van Johannes Brahms, Die Walküre van Richard Wagner, Die Zauberflöte van Wolfgang Amadeus Mozart en In terra pax van Frank Martin. Ook schuwde ze werken van Nederlandse componisten niet, zoals van Alphons Diepenbrock (Te Deum), Alexander Voormolen (Zomerzang), Willem Landré (Beatrijs} en Rudolf Mengelberg (Missa pro pace). In die concerten kreeg ze leiding van nationaal en internationaal bekende dirigenten als Herbert Cuypers, Heinz Tietjen (Wagnervereniging), Ernest Ansermet, Eduard van Beinum, Willem Mengelberg, Willem van Otterloo, Otto Klemperer, Erich Kleiber en Karl Böhm. 
In de nadagen van haar loopbaan wendde ze zich tot lesgeven. Een van haar leerlingen was Rina Cornelissens. Haar stem is bewaard gebleven in enkele plaatopnamen.